# Kati Outinen
Anna Katriina Outinen (ur. 17 sierpnia 1961 w Helsinkach) – fińska aktorka, znana z głównych ról kobiecych w filmach Akiego Kaurismäkiego. Laureatka nagrody dla najlepszej aktorki na 55. MFF w Cannes za rolę w filmie Człowiek bez przeszłości (2002). Obecnie wykłada na Fińskiej Akademii Teatralnej.

## Filmografia
Filmy fabularne
- 2011: Człowiek z Hawru (Le Havre) jako Arletty
- 2009: Dom gasnącej miłości (Haarautuvan rakkauden talo) jako Yrsa
- 2009: Where Is Where? jako Poetka
- 2008: Dom mrocznych motyli (Tummien perhosten koti) jako Tyyne
- 2008: Sauna jako Sukko
- 2007: Muuttopäivä jako córka
- 2006: Avida jako La femme à la bonbonne d'eau
- 2006: Światła o zmierzchu (Laitakaupungin valot) jako Sprzedawczyni w supermarkecie
- 2005: Eläville ja kuolleille jako Kindergarden Manager
- 2005: Playa del futuro jako Terhi
- 2004: 55 min. puheaikaa jako Defense Council
- 2004: Mélyen örzött titkok jako Katinka
- 2004: Muzyka popularna z Vittuli (Populärmusik från Vittula) jako Päivi, matka Niila
- 2002: Dream, Dream, Dream jako Tuula
- 2002: Sotalapsen tarina
- 2002: Nude, Descending... jako Rose
- 2002: Człowiek bez przeszłości (Mies vailla menneisyyttä) jako Irma
- 2002: 10 minut później: Trąbka (Ten Minutes Older: The Trumpet, nowela 'Dogs Have No Hell')
- 2001: Ampiaispaini jako Mari
- 2000: Ilmalaiva Finlandia
- 2000: Pako punaisten päämajasta
- 1999: Juha jako Marja
- 1999: Historię tworzy się w nocy (History Is Made at Night) jako żona właściciela sklepu
- 1999: Erakkorapu jako Paula
- 1998: Wędrowne ptaki... Podróż do Inari (Zugvögel... einmal nach Inari) jako Inkeri
- 1998: Eros ja Psykhe jako kelnerka
- 1998: Säädyllinen murhenäytelmä jako żona
- 1997: Kallion kuningas jako Ellu
- 1997: Sairaan kaunis maailma jako Tarja
- 1997: Juhannustarinoita jako Pia
- 1996: Dryfujące obłoki (Kauas pilvet karkaavat) jako Ilona
- 1996: Välittäjä jako Bezrobotna kobieta
- 1995: Juna
- 1994: Kaikki pelissä jako Pukija Päivi Suominen
- 1994: Tatiana (Pidä huivista kiinni, Tatjana) jako Tatjana
- 1990: Täysin syytön jako Matleena
- 1990: Tulitikkutehtaan tyttö jako Iiris
- 1989: Likaiset kädet jako Jessica Barine
- 1987: Hamlet robi interesy (Hamlet liikemaailmassa) jako Ofelia
- 1986: Cienie w raju (Varjoja paratiisissa) jako Ilona Rajamäki
- 1986: Kuningas lähtee Ranskaan
- 1985: Painija jako Hoitaja
- 1984: Aikalainen jako prostytutka
- 1984: Päivää, herra Kivi jako Coffee Vendor
- 1981: Prinsessa joka nukkui 100 vuotta jako dziewczyna
- 1981: Debyytti jako dziewczyna
- 1980: Täältä tullaan, elämä! jako Lissu

Seriale telewizyjne
- 2008: Suojelijat jako Äiti
- 2005: Tahdon asia jako Eränainen
- 2002: Hurja joukko jako Erja
- 2002: Benner & Benner jako Suvi Rautmaa
- 1999: Elämä on näytelmä jako Hilkka
- 1998: Vägsjälar
- 1997: Joulukalenteri jako Elina Valo, Lampun äiti
- 1991: Isänmaan kaikuja jako Nainen

## Nagrody
- Nagroda na MFF w Cannes Najlepsza aktorka: 2002 Człowiek bez przeszłości